# Kathryn S Lilley
Kathryn S Lilley és professora de bioquímica la Universitat de Cambridge, directora del Cambridge Centre for Proteomics, i membre electa de l'Organització Europea de Biologia Molecular (EMBO).
Kathryn S Lilley és doctora en bioquímica per la Universitat de Sheffield i, després de liderar un laboratori de recerca a la Universitat de Leicester, es va convertir en professora de dinàmica cel·lular al departament de bioquímica de la Universitat de Cambridge. La professora Lilley és coneguda per les seves investigacions en l'estudi dels canvis dinàmics del proteoma i transcriptoma cel·lular, i el desenvolupament d'eines informàtiques de codi obert per l'anàlisi i visualització de dades moleculars complexes.
La seva activitat investigadora ha estat reconeguda amb el premi Wellcome Trust Investigator Award, el premi Juan Pablo Albar Proteome Pioneer Award de l'Associació Europea de Proteòmica (EuPA), i el premi Award for Distinguished Achievement in Proteomic Sciences de l'Organització del Proteoma Humà (HuPO).